# Konstantin Aksakov
Konstantin Sergheevici Aksakov (în rusă Константи́н Серге́евич Акса́ков, n. 10 aprilie 1817, Aksakovo⁠(d), RSFS Rusă, URSS – d. 19 decembrie 1860, Zakynthos, Peloponez, Grecia de Vest și Insulele Ionice⁠(d), Grecia) a fost un scriitor și critic literar rus, unul dintre primii și cei mai importanți slavofili.
Tatăl său, Serghei Aksakov, și sora sa, Vera Aksakova, erau și ei scriitori, iar fratele său mai mic, Ivan Aksakov, era jurnalist. 
A scris piese de teatru, lucrări de critică socială și de istorie a vechii ordini sociale ruse.
Konstantin Aksakov a fost primul care a publicat o analiză literară a lucrării Suflete moarte a lui Gogol, comparându-l pe autorul rus cu Homer (1842). Aksakov a scris, de asemenea, o serie de articole despre lingvistica slavonă.
După ascensiunea la tron a țarului Alexandru al II-lea, îi trimitea o scrisoare în care-l sfătuia să restabilească zemski sobor (1855). 

## Biografie
Aksakov s-a născut în familia proeminentului scriitor rus Serghei Timofeevici Aksakov (1791-1859) și a soției sale, Olga Semionovna Zaplatina (1793-1878). Bunicul lui, Timofei Stepanovici Aksakov, aparținea vechii familii nobiliare Aksakov ai cărei membri pretindeau a fi descendenți ai lui Șimon. Primul lor strămoș atestat era Ivan Feodorovici Veliaminov, poreclit Oksak care trăise în secolul al XV-lea. Blazonul familiei a fost inspirat de stema poloneză Przyjaciel (cunoscută, de asemenea, sub numele de Aksak), care este considerat a fi de origine tătară din Polonia (cuvântul „oksak” înseamnă „șchiop” în limbile turcice). Toate acestea i-au făcut pe unii cercetători să creadă că familia Aksakov avea origine tătărească, în ciuda faptului că ea nu avea nici o legătură cu nobilimea poloneză. 
Bunicul matern al lui Aksakov era generalul rus Semion Grigorievici Zaplatin care luptase sub comanda lui Aleksandr Suvorov și care se căsătorise cu prizoniera turcă Igel-Syum.
Aksakov crescu la o moșie de la țară, înainte de a se muta la Moscova, împreună cu familia lui. El trăi întreaga viață cu părinții lui, fără a se căsători sau a se mută din casă. Studia la Universitatea de Stat din Moscova și deveni membru al Cercului Stankevici, un grup de hegelieni ruși și adepți timpurii ai democrației ruse.
Aksakov i-a cunoscut ulterior pe Ivan Kireevski și Aleksei Homiakov, a adoptat filozofia slavofilă și a rupt orice contact cu Cercul Stankevici.

## Filosofie
Lucrarea lui Aksakov referitoare la Mihail Lomonosov (1846) a încercat să sintetizeze viziunea lui cu privire la misiunea istorică și religioasă a țăranilor ruși cu filozofia lui Hegel. Mai târziu, Aksakov a abandonat filosofia hegeliană și a devenit un antieuropean radical.